# ایگور ترنف
 ایگور ترنف (روسی: И́горь Миха́йлович Терно́в؛ زاده ۱۱ نوامبر ۱۹۲۱ درگذشته ۱۲ آوریل ۱۹۹۶) یک فیزیک‌دان در زمینه فیزیک نظری اهل روسیه بود.